# Одинцов, Николай Михайлович
Никола́й Миха́йлович Одинцо́в (3 апреля 1949, Салехард — 27 июня 2008, Белгород) — театральный режиссёр, актёр, педагог, автор пьес и инсценировок, член Союза театральных деятелей, создатель детской телевизионной передачи «Ку-ка-ре-ку!» АС Байкал ТВ.

## Биография
Родился 3 апреля 1949 года в г. Салехард Ямало-Ненецкого автономного округа.
Театральную деятельность начал в 1970 г. актёром Белгородского областного театра кукол.
В 1980 году окончил Ленинградский Государственный институт театра, музыки и кинематографии (ныне Санкт-Петербургская Государственная академия театрального искусства) специальность — режиссура драмы, специализация — режиссура театра кукол (класс профессора М. М. Королева).
С 1980 по 1987 г. — главный режиссёр Тамбовского областного театра кукол.
1982 г. — прошёл курсы повышения квалификации в группе режиссёров (главных и очередных) во Всесоюзном институте МК СССР под руководством С. В. Образцова.
С 1987 по 1995 г. — возглавлял отделение «Актер театра кукол» в Иркутском театральном училище, являясь мастером и преподавателем актёрского мастерства, выпустил несколько актёрских курсов.
В 1997 году создаёт на Иркутском телевидении детскую телепередачу «Ку-ка-ре-ку!»
1999 г. — Детская передача «Ку-ка-ре-ку!» АС Байкал ТВ, под руководством Н. Одинцова становится призёром Международного фестиваля телепрограмм для детей «Детский экран — окно в третье тысячелетие» — 2-й приз за лучшую передачу для самых маленьких.
2000 г. — Диплом за яркость экранного решения — на 2м Международном фестивале телепрограмм для детей.
2001 г. — Диплом 12го Международного фестиваля для детей и юношества.
С 2004 года — главный режиссёр Белгородского Государственного театра кукол.
В 2009 была учреждена ежегодная независимая Премия имени Николая Одинцова.

## Постановки в театре
- 1980 — «Голубой щенок» Д. Урбан.
- 1981 — «Сказка зимней ночи» В. Васильев
- 1982 — «Сестрица Аленушка и братец Иванушка» И. Токмакова
- 1982 — «Иван — крестьянский сын» Б. Сударушкин
- 1982 — «Бука» М. Супонин
- 1982 — «Золотой цыпленок» В. Орлов
- 1983 — «Маленький парижанин» Л. Браусевич
- 1983 — «Военная тайна» Кириловский, Лебедева
- 1983 — «Колокола-Лебеди» И.Карнаухова, Л. Браусевич
- 1984 — «Теплый хлеб» К. Г. Паустовский
- 1984 — «Кошкин дом» С. Маршак
- 1985 — «Золушка Е.Шварц» Е. Шварц
- 1985 — «Маленькая баба Яга» Пройслер
- 1986 — «Мулла, священник и три вора» Н. Одинцов
- 1986 — «Ёжик и елка» С. Козлов
- 1987 — «Золотой чай» С. Козлов
- 2004 — «Все мыши любят сыр» Д. Урбан
- 2004 — «Приключения Тима и Хохотушки» В. Полтавец
- 2005 — «Дюймовочка» Х. К. Андерсен
- 2005 — «Фронтовыми дорогами» К.Одинцова, Т. Семейкина
- 2006 — «Легенды Байкала» Н. Одинцов
- 2006 — «Песня про всех на свете» Б. Заходер
- 2006 — «Тайна новогодних часов» Е. Богданова
- 2008 — «Два жадных медвежонка» Н. Одинцов
- 2008 — Замысел к спектаклю «Цирк Шардам» Д. Хармс — Спектакль поставила однокурсница Н. Одинцова Г. Карбовничая — 28.07.2009

## Пресса
- «Голос Белогорья» № 27(197) 22 июля 2009 г. «На веревочке судьбы» Т. Лапинская
- «Смена»№ 33 25 апреля 2009 г. «Когда не спят медведи?» Ю. Литвинов.
- «Смена» № 82 16.10.2004. «Николай Одинцов — „Театр для меня Святое“» Н. Почернина
- «Белгородские известия» 16.10.2004 «Режиссёр должен жить, а не умереть в актёре» О. Истомина
- «Белгородские известия» 22.04.2006 «Байкальские истории на белгородской сцене» О. Истомина
- «СМ-номер один» № 206 01.11 2001 «Олег Яковлев: незаметный, рыжий, маленький» Е. Санжиева
- «Канал 007» 04.07.2001 «С куклами по жизни» Л. Москалева